# Сижан
Сижа́н (фр. Sigean) — коммуна во Франции, находится в регионе Лангедок — Руссильон. Департамент коммуны — Од. Административный центр кантона Сижан. Округ коммуны — Нарбонна.
Код INSEE коммуны — 11379.

## Население
Население коммуны на 2008 год составляло 5163 человека.
| 1962 | 1968 | 1975 | 1982 | 1990 | 1999 | 2008 |
| ---- | ---- | ---- | ---- | ---- | ---- | ---- |
| 2555 | 3033 | 3027 | 3058 | 3373 | 4049 | 5163 |

## Экономика

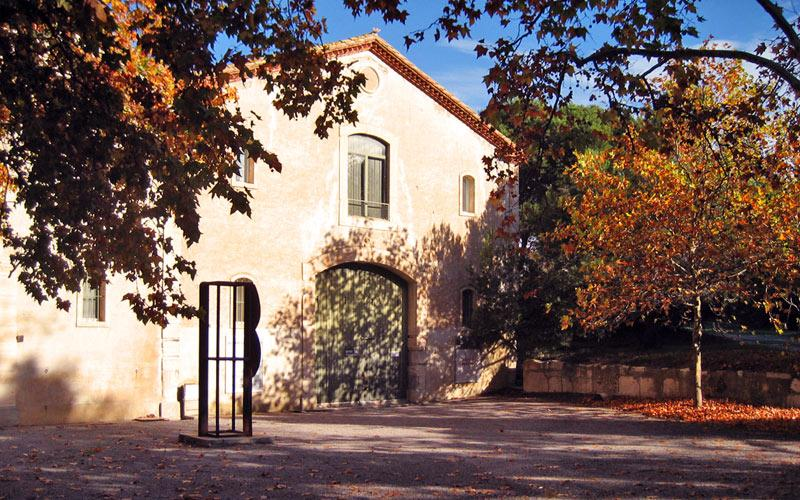
Музей современного искусства

В 2007 году среди 3098 человек в трудоспособном возрасте (15—64 лет) 2029 были экономически активными, 1069 — неактивными (показатель активности — 65,5 %, в 1999 году было 63,3 %). С 2029 активных работали 1694 человека (960 мужчин и 734 женщины), безработных было 335 (127 мужчин и 208 женщин). Среди 1069 неактивных 212 человек были учащимися или студентами, 463 — пенсионерами, 394 были неактивными по другим причинам.